# Leptoglossis acutiloba
Leptoglossis acutiloba là loài thực vật có hoa trong họ Cà. Loài này được (I.M. Johnst.) Hunziker & Subils mô tả khoa học đầu tiên năm 1979.